# 드미트리 토르빈스키
드미트리 예브게니예비치 토르빈스키(러시아어: Дмитрий Евгеньевич Торбинский, Dmitri Yevgenyevich Torbinski, 1984년 4월 28일, 러시아 SFSR 노릴스크 ~ )는 러시아의 전 축구 선수이자 현 축구 지도자로 현재 미국 내셔널 프리미어 사커 리그의 마이애미 유나이티드 산하 U-21팀의 감독직을 맡고 있다.

## 클럽 경력

### 러시아 리그
2001년 스파르타크 모스크바에서 데뷔한 이후 2005 시즌까지는 공식전 18경기 출전에 그치면서 2005 시즌에 당시 러시아 퍼스트 리그 소속팀인 스파르타크 니즈니노브고로드로 잠시 임대 이적하여 25경기 4골을 기록했다.
니즈니노브고로드에서의 1시즌간의 임대 이적 생활을 마친 뒤 2006 시즌을 앞두고 스파르타크 모스크바로 복귀하여 2007 시즌까지 공식전 57경기 5골을 기록하며 리그 2연속 준우승(2006, 2007), 2006 시즌 러시아 컵 준우승, 2007 시즌 러시아 컵 4강 진출 등의 성과를 남겼다.
2007 시즌을 마치고 난 이후 같은 지역팀인 로코모티프 모스크바로 이적하여 2012-13 시즌까지 공식전 115경기 8골을 기록했고 이 기간동안 2009 시즌 리그 4위, 2011-12 시즌 러시아 컵 8강 진출 등에 기여했고 2013-14 시즌에는 루빈 카잔 소속으로 공식전 29경기 2골을 기록했다.
그 후 2014-15 시즌에는 FC 로스토프에서 32경기 2골을 기록한 뒤 2015-16 시즌부터 2016-17 시즌까지 FC 크라스노다르에서 공식전 45경기를 소화하며 2시즌 연속 리그 4위, 2015-16 시즌 러시아 컵 4강, 2016-17년 UEFA 유로파리그 16강 진출 등에 이바지했다.
그리고 키프로스 퍼스트 디비전의 파포스 FC에서 잠시 활동한 뒤 러시아로 돌아온 이후 발티카 칼리닌그라드, 예니세이 크라스노야르스크에서 활동해오다가 2018-19 시즌을 끝으로 18년간의 선수 생활에 마침표를 찍었다.

## 국가대표팀 경력

### 러시아 A대표팀
2007년 3월 24일 에스토니아와의 친선 경기에서 국제 A매치 데뷔전을 치른 후 이듬해인 2008년 5월 23일 카자흐스탄과의 친선 경기에서 A매치 데뷔골을 신고하며 팀의 6-0 대승에 일조했다.
그 뒤 같은 해에 열린 UEFA 유로 2008 본선 엔트리에 합류하여 네덜란드와의 8강전에서 팀의 2번째이자 자신의 A매치 2번째 득점을 터뜨리며 러시아의 4강 진출에 기여했고 8년 뒤에 열린 UEFA 유로 2016 본선 엔트리에도 합류했지만 이 대회에서는 단 1경기도 출전하지 못한 것은 물론 팀의 조별리그 탈락의 아픔까지 겪어야 했다.

## 지도자 경력

### 마이애미 유나이티드 U-21
2019년 선수 은퇴 후 이듬해인 2020년 무렵 미국으로 건너가 내셔널 프리미어 사커 리그의 소속팀인 마이애미 유나이티드 산하 U-21팀의 사령탑으로 부임했다.

## 대회 성적

### 클럽
스파르타크 모스크바
- 러시아 프리미어리그: 준우승 (2006, 2007)
- 러시아 컵: 준우승 (2006), 4강 (2007)

로코모티프 모스크바
- 러시아 프리미어리그: 4위 (2009)

FC 크라스노다르
- 러시아 프리미어리그: 4위 (2015-16, 2016-17)
- 러시아 컵: 4강 (2015-16)

### 국가대표팀
러시아
- UEFA 유럽 축구 선수권 대회: 3위 (2008)